# پی جی سیتنفلد
پی جی سیتنفلد (انگلیسی: P.G. Sittenfeld؛ زادهٔ ۱ اکتبر ۱۹۸۴) سیاست‌مدار اهل ایالات متحده آمریکا است.